# Mokrá oxidace
Proces mokré oxidace (anglicky wet air oxidation) zahrnuje oxidaci organických látek, případně látek anorganických, podléhajících oxidaci. Mokrá oxidace probíhá v kapalné fázi za zvýšené teploty (125–320 °C) a zvýšeného tlaku (0,5–20 MPa) v reaktoru. Mokrá oxidace je exotermní proces a je nutné počítat s uvolněným teplem. Oxidační činidlo je zde kyslík. Využívá se především čistý kyslík, nebo vzduch jako zdroj kyslíku. Mokrou oxidaci lze využít k destrukci nebezpečných, toxických nebo biologicky neodbouratelných látek. Proces je vhodný pro úpravu odpadních vod z chemických provozů.